# Coeini
Tribu
Les Coeini forment une tribu de lépidoptères (papillons) de la famille des Nymphalidae, de la sous-famille des Nymphalinae.

## Dénomination
Cette tribu a été décrite par l'entomologiste américain Samuel Hubbard Scudder en 1893.

## Caractéristique
Ce sont des papillons moyens à grands voire très grands, très colorés et ornementés.

## Taxinomie
Liste des genres
- Baeotus Hemming, 1939.
- Historis Hübner, 1819.

Pour certains, les genres Pycina, Smyrna et Tigridia font partie des Coeini, pour d'autres des Nymphalini.